# Решедько, Галина Константиновна
Галина Константиновна Решедько (1964—2021) — советский и российский фармаколог, доктор медицинских наук, профессор Смоленского государственного медицинского института.

## Биография
Галина Константиновна Решедько родилась 16 мая 1964 года в городе Стародубе Брянской области. После окончания средней школы поступила на лечебный факультет Смоленского государственного медицинского института. Окончив его в 1987 году, прошла интернатуру по акушерству и гинекологии в Смоленской клинической больнице скорой медицинской помощи. С 1989 года Решедько работала в Смоленском государственном медицинском институте (академии, университете), была старшим лаборантом, ассистентом на кафедре клинической фармакологии и антимикробной химиотерапии. В 1999—2005 годах работала старшим научным сотрудником в Научно-исследовательском институте антимикробной химиотерапии. С ноября 2005 года вновь работала на кафедре клинической фармакологии СГМУ.
В общей сложности Решедько опубликовала более 200 научных работ в области клинической фармакологии и антимикробной терапии. Входила в различные учёные и диссертационные советы по своей специальности. В 1997 году защитила диссертацию на соискание учёной степени кандидата медицинских наук на тему: «Фармакодинамическое обоснование повышения эффективности аминогликозидов при лечении госпитальных инфекций», а в 2004 году защитила докторскую диссертацию на тему: «Микробиологические основы клинического применения аминогликозидов в стационарах России».
Скончалась 27 октября 2021 года, похоронена на Красноборском кладбище Смоленска.